# 산동초등학교 (충남)
산동초등학교(山洞初等學校)는 대한민국 충청남도 아산시에 있는 공립 초등학교이다.

## 학교 연혁
- 2024년 3월 1일 : 개교